# Université d'État de Framingham
Pour les articles homonymes, voir FSU.
L'université d'État de Framingham (en anglais : Framingham State University ou FSU) est une université américaine située à Framingham dans le Massachusetts.

## Source
- (en) Cet article est partiellement ou en totalité issu de l’article de Wikipédia en anglais intitulé « Framingham State University » (voir la liste des auteurs).